# Thomas Blaikie

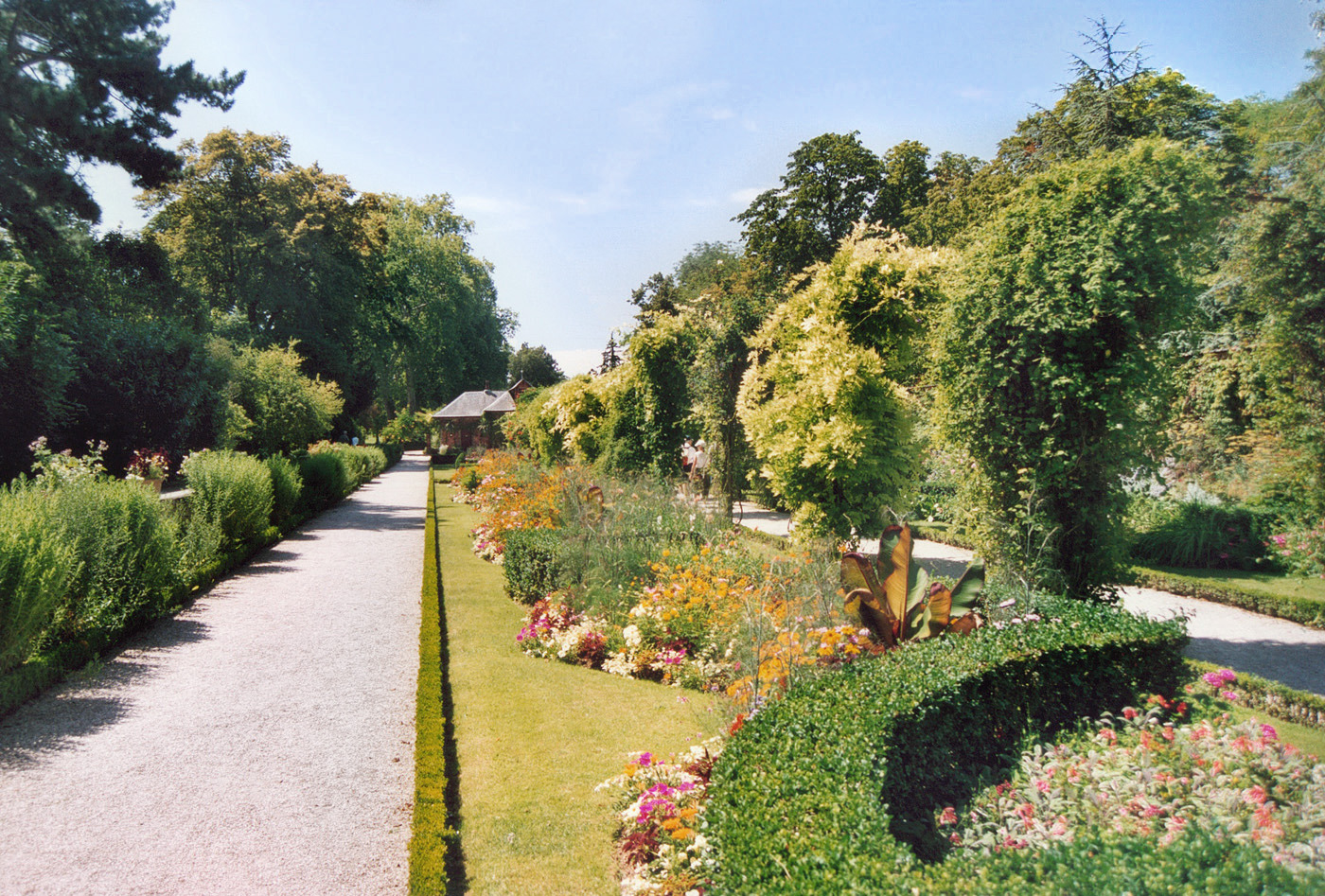
Parc de Bagatelle, Paris

Thomas Blaikie (* 2. März 1751 in Corstorphine nahe Edinburgh; † 19. Juli 1838 in Paris) war ein schottischer Gartenarchitekt.

## Leben
Blaikie wuchs in Schottland auf. Im Auftrag des damaligen Leiters von Kew Garden John Fothergill und von William Pitcairn zog er 1775 in die Schweiz, um die Alpenflora zu studieren und zu sammeln. 1776 wurde er vom Comte d’Artois, dem späteren Charles X., nach Paris berufen, wo er in Zusammenarbeit mit François-Joseph Bélanger seine berühmtesten Gärten gestaltete.
Er entwarf Landschaftsgärten in erster Linie in Frankreich, wo er sich besonderer Beliebtheit erfreute, aber auch in Deutschland. Durch seine Tätigkeit konnte er einigen Wohlstand erreichen. Er verlor jedoch alles in den Wirren der französischen Revolution.
1819 erhielt er den Auftrag zur Gestaltung des Parks von Schloss Dyck, gelegen im heutigen Rhein-Kreis Neuss, der heute noch nach seinen Plänen gestaltet ist. In Frankreich entwarf er, neben vielen anderen Anlagen für den Grafen von Artois, die Bagatelle-Gärten im Bois de Boulogne in Paris im englisch-chinesischen Stil.
Neben seiner landschaftsarchitektonischen Arbeit war er ein leidenschaftlicher Sammler alpiner Pflanzen. 
1828 erhielt er eine königliche Rente in Höhe von 600 Francs jährlich. Er starb 1838 in seinem Haus in Paris.